# Nelepeč-Žernůvka
Nelepeč-Žernůvka è un comune della Repubblica Ceca facente parte del distretto di Brno-venkov, in Moravia Meridionale.